# Teichgut
Teichgut ist ein Ortsteil der Gemeinde Wahrenholz im Landkreis Gifhorn in Niedersachsen.
Teichgut  bezeichnet auch einen Teichwirtschaftsbetrieb, auf den die Ortschaft Teichgut zurückgeht. Dieses Teichgut gehört jedoch nicht zu Wahrenholz, sondern zur Nachbargemeinde Groß Oesingen.
Teichgut in der Oerreler Heide ist ein rund 52 Hektar großes FFH-Schutzgebiet mit der Nummer 3329-331 und ein Teil von Natura 2000, das unter anderem die Teiche des Teichguts umfasst.

## Gründung
1908 erfolgte im damaligen Kreis Isenhagen die Gründung des Teichguts von der Landwirtschaftskammer Hannover als Lehr- und Versuchsbetrieb, um Öd- und Moorland landwirtschaftlich zu nutzen. 1919 übernahm Friedrich Nabein das Teichgut und baute es weiter aus. Der Fisch wurde anfangs bis zum Altonaer Fischmarkt geliefert. Ab 1908 wurden auch die Gebäude des Teichgutes erbaut. Die Teiche wurden künstlich angelegt und hatten eine Fläche von rund 110 Hektar, heute sind sie noch rund 55 Hektar groß. Neben frischem und geräuchertem Fisch verkauft das Teichgut auch Besatzfische für Angelvereine und Gartenteichbesitzer.
1929 wurde am Teichgut eine Gaststätte eröffnet, die zunächst als Löns-Krug bezeichnet wurde, aber bald ihren heutigen Namen Teichgutschänke erhielt. 1972 bekam die Teichgutschänke ihre heutige Gestalt. Die auf dem Gebiet der Gemeinde Groß Oesingen gelegene Gaststätte ist noch heute in Familienbesitz und hat sich auf Fischgerichte spezialisiert. Die ursprünglich 1931 in der Teichgutschänke eingerichtete Annahme-Poststelle, die dem Postamt Wittingen zugeordnet war, besteht nicht mehr.

## Siedlung
1933 wurde östlich des Teichgutes die Siedlung Teichgut gegründet und die ersten 25 Siedler bezogen ihre neu geschaffenen Siedlerstellen. Im selben Jahr eröffnete ein kleines Lebensmittelgeschäft, das in späteren Jahren um eine Gaststätte erweitert wurde. Das Lebensmittelgeschäft verschwand, die Gaststätte blieb und wurde weiter vergrößert: das heutige Gasthaus Heide-Eck. Der Gaststätte ist seit Ende der 1960er Jahre ein Campingplatz angeschlossen.
1935 wurde die Schule und daneben ein Spritzenhaus gebaut. Dort stationierte die Freiwillige Feuerwehr Wahrenholz ihre Handspritze in der neuen Siedlung Teichgut und schaffte sich eine Motorspritze an.
Von 1951 bis 1954 erbaute sich der 1949 gegründete Turnverein Teichgut seit 1949 e.V. die Turnhalle, ca. 60 m neben der Schule, an der heutigen K4. Seit 1949 richtet der Turnverein jährlich am zweiten Wochenende im August das Heideblütenfest aus. Im April 1961 wurde die Schule geschlossen. 
2000 wurde ein Islandpferdegestüt errichtet, mit dem der 2017 gegründete, gemeinnützige Verein "Islandpferde Teichgut e.V." zusammenarbeitet. Seit mindestens 2011 besteht der Bauernhofkindergarten Teichgut, der vom 2010 gegründeten Verein Abenteuerland – Hof in Bewegung e.V. getragen wird. Der Friedhof wird von der Samtgemeinde Wesendorf verwaltet. Bedeutendes Unternehmen ist in Teichgut die Agrar Service Meyer GmbH, die im Anhängervertrieb und im Speditionsgewerbe tätig ist. Noch heute ist die Ortschaft Teichgut mit ihrer aufgelockerten Bebauung landwirtschaftlich geprägt. Neben dem Turnverein, der unter anderem seit 1949 das jährliche Heideblütenfest ausrichtet, bestehen in Teichgut noch der Reiterverein FRSB in Teichgut e. V. und der Realverband Teichgut.

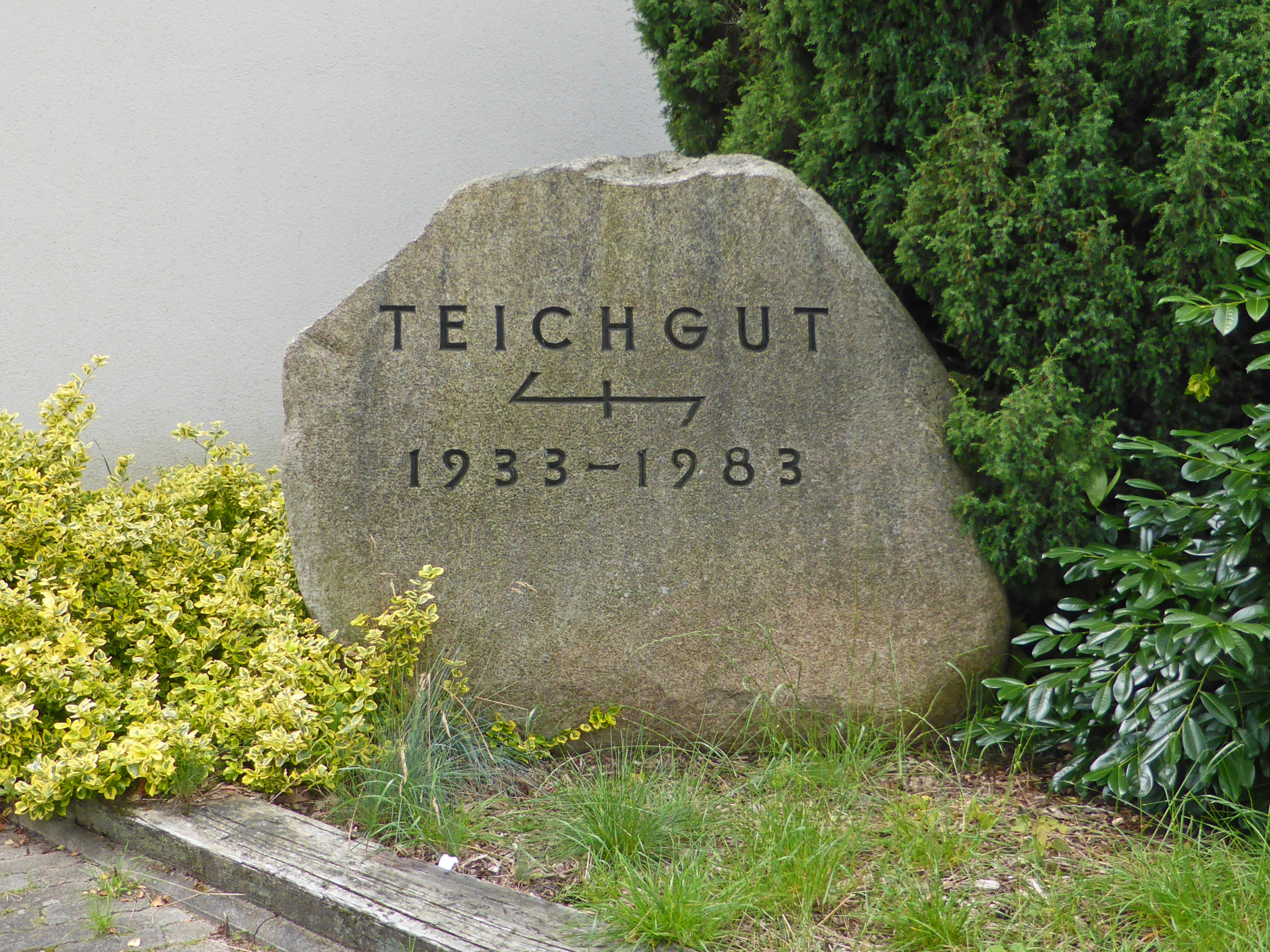
Gedenkstein
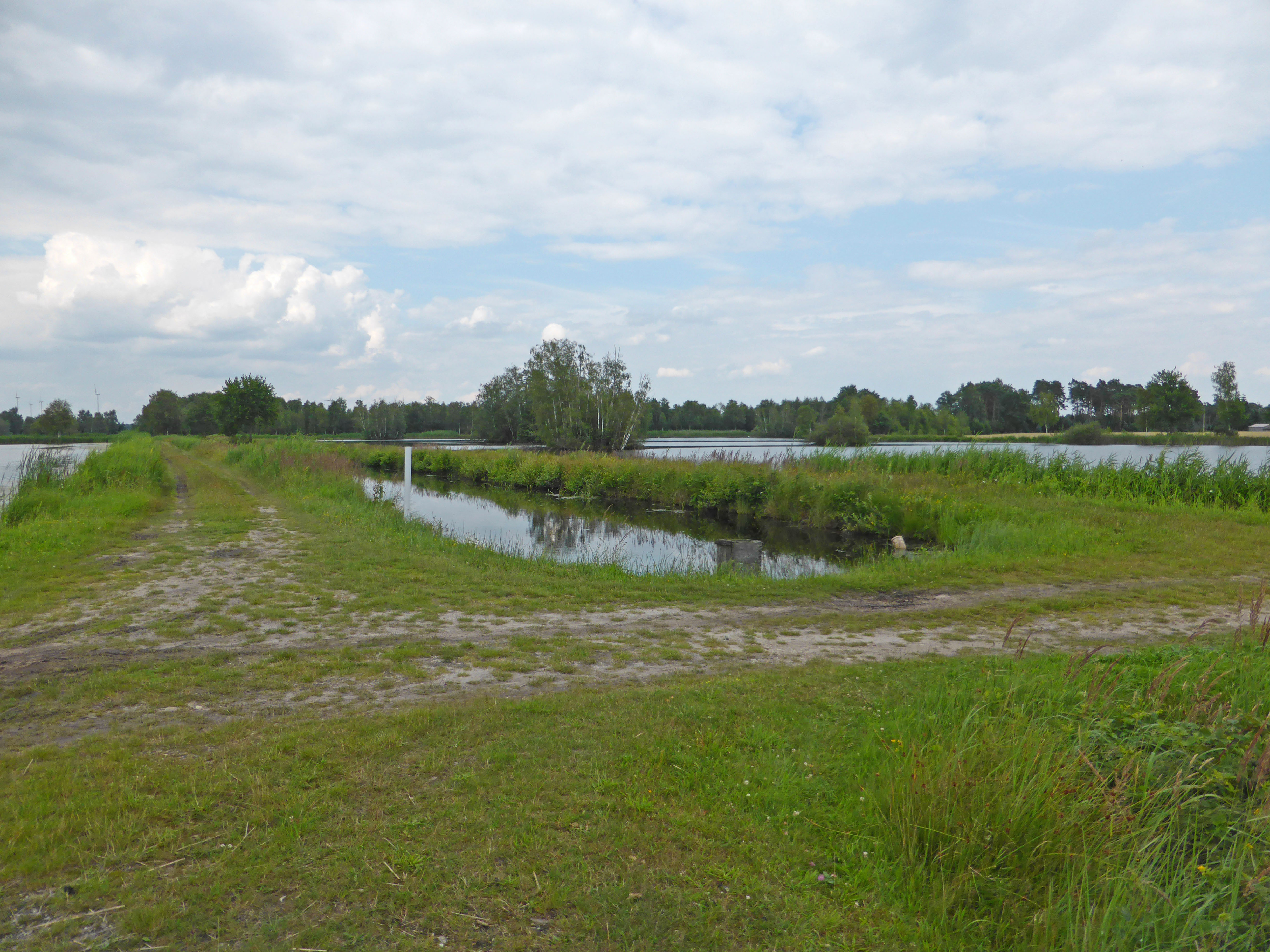
Teichlandschaft
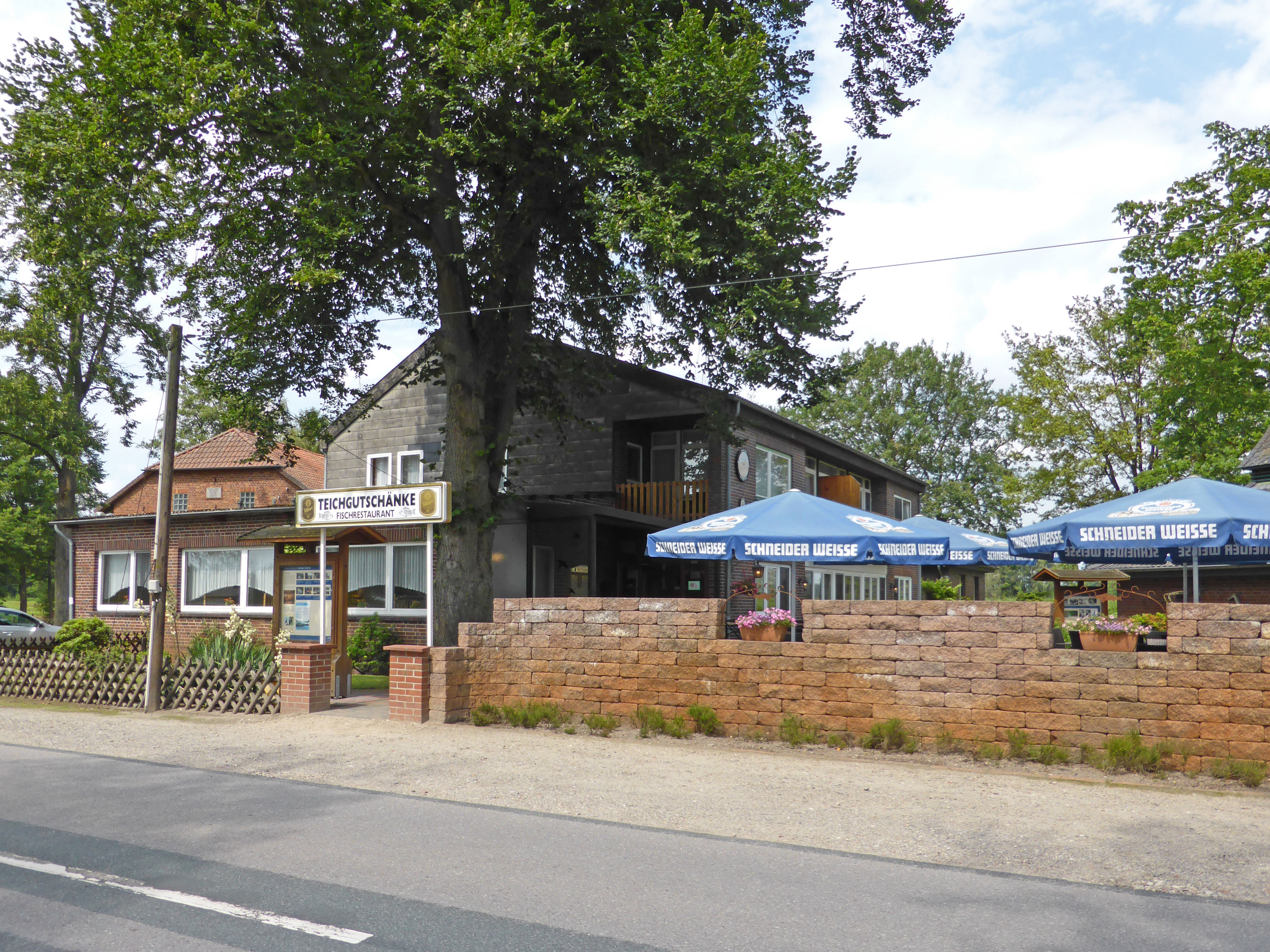
Teichgutschänke